# Ínfula

Desenho da mitra de um bispo com as ínfulas de ouro estilizadas.

Uma ínfula (infulæ)  é uma tira de tecido bordada e decorada. As ínfulas eram uma característica tradicional da chapelaria da mulher até ao início do século XX, e eram fortemente associadas com a religião. No catolicismo, na ortodoxia e no anglicanismo a mitra de um bispo também tem duas ínfulas ligadas, posicionadas nas suas costas. O uso mais famoso das ínfulas ocorre na tiara papal.

## Ínfulas em mitras episcopais

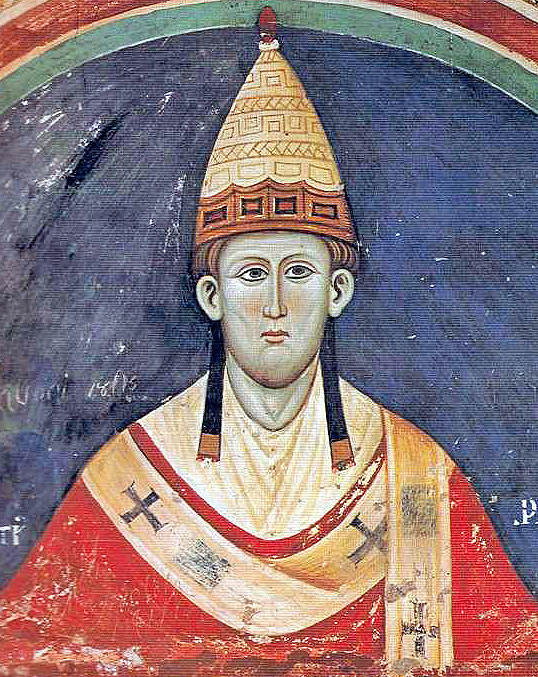
Papa Inocêncio III (1198-1216) utilizando a tiara papal. Há duas ínfulas pretas ligadas na parte de trás da tiara. Afresco no mosteiro beneditino de Subiaco, Lácio, em torno de 1219.

As mitras litúrgicas usadas por bispos e abades de denominações no Ocidente como a Igreja Católica e a Igreja da Inglaterra também têm ínfulas unidas a elas. Na Igreja Apostólica Armênia as ínfulas não estão ligadas diretamente à mitra, mas na parte de trás da túnica.

## Ínfulas na tiara papal
Cada tiara papal desde o início da Idade Média continha duas ínfulas ligadas. Suas origens são desconhecidas, embora sejam, obviamente uma imitação das ínfulas da mitra dos bispos.
As duas ínfulas na parte de trás da tiara são vistas pela primeira vez nas imagens e na escultura do século XIII, mas foram, sem dúvida, de uso habitual anteriormente. Inicialmente as ínfulas eram de cor preta, como fica evidente, observando os restos monumentais e inventários, esta cor foi mantida até ao século XV.
As ínfulas papais das tiaras tradicionalmente eram muito decoradas, com costura em fio de ouro intrincada. Muitas vezes, um papa que encomendou uma tiara, ou que tivesse remodelada uma já existente para a sua utilização, tinha o seu brasão costurado nas ínfulas.